# Mefisto (román)
Mefisto (německy Mephisto) je klíčový román Klause Manna z roku 1936 s podtitulem román jedné kariéry či román velikého vzestupu (Roman einer Karriere). Vydán byl exilově v Nizozemí roku 1936 a v Československu o rok později. Vydání ve vlastním Německu bylo připravované na konec války, ale vzhledem k problémům s Gustafem Gründgensem, jehož kariéra inspirovala Manna k vytvoření románového hrdiny, muselo být vydání odloženo a román byl vydán až v roce 1956. Na základě románu natočil v roce 1981 István Szabó stejnojmenný film.
Děj se odehrává v Německu mezi světovými válkami, především potom po vzniku Třetí říše v roce 1933. Mnoho postav má svoji předlohu v reálném světě. Hlavním hrdinou je herec Hendrik Höfgen, který prochází proměnou z bolševicky smýšlejícího rebela na miláčka nacistického režimu a následně velmi úspěšného umělce. Je zde použit motiv ze hry Faust, tedy podpis smlouvy s ďáblem kvůli úspěchu, a sám Höfgen se stal významný s rolí Mefista v Goetheově hře. Je zde také popisován vnitřní rozpor hrdiny, který si uvědomuje amorálnost svého jednání a snaží se o konání dobra - přinejmenším kvůli svému svědomí.
Autor spáchal sebevraždu, aniž by se dožil vydání díla v Německu. Též i předobraz hlavního hrdiny Grüdgens nejspíše v roce 1963 spáchal sebevraždu.